# Listennn... the Album
Listennn... the Album je debutové hudební album DJ Khaleda, vydané v roce 2006. Album debutovalo v první dvacítce Billboard 200.

## O albu
Dj Khaled je zodpovědný za produkci tří skladeb: "Intro", "Problem" feat. Beanie Sigel a Jadakiss a "Where You At" feat. Freeway a The Clipse. Zbytek produkovali jiní producenti. Na albu se objevili hosti jako Fat Joe, Young Jeezy, Kanye West, Bun B, Trick Daddy, Rick Ross, Lil Wayne, Birdman, Juelz Santana, Slim Thug, Krayzie Bone, Chamillionaire, Trina, Twista, Freeway, T.I., John Legend, Akon, Jadakiss, Beanie Sigel, Styles P, Dre, Paul Wall, Pitbull a Brisco. Album debutovalo už na čísle # 12, v prvním týdnu se prodalo 44 000 kopií. Celkem se prodalo přes 230 000 kopií.

## Singly
Prvním oficiálním singlem byl track s názvem "Holla at Me", feat. Lil Wayne, Paul Wall, Fat Joe, Rick Ross a Pitbull. Druhý singl se jmenoval "Grammy Family", featuring Kanye West, John Legend a Consequence. Třetí oficiální singl byl "Born-N-Raised" feat. Trick Daddy, Pitbull a Rick Ross. Tento track má na albu "El Mariel" i rapper Pitbull.

## Tracklist
1. Intro (Prod. DJ Khaled )
2. Born N Raised (Feat. Trick Daddy, Pitbull & Rick Ross) (Prod. The Runners )
3. Gangsta Shit (Feat. Young Jeezy, Bun B, Slick Pulla & Bloodraw) (Prod. DJ Nasty & LVM, Midnight Black )
4. Grammy Family (Feat. Kanye West, Consequence & John Legend) (Prod. Kanye West, Jon Brion)
5. Problem (Feat. Beanie Sigel & Jadakiss) (Prod. DJ Khaled )
6. Holla At Me (Feat. Lil' Wayne, Paul Wall, Fat Joe, Rick Ross & Pitbull) (Prod. Cool & Dre )
7. Addicted (Feat. Juelz Santana) (Prod. StreetRunner )
8. Watch Out (Feat. Akon, Styles P, Fat Joe & Rick Ross) (Prod. Cool & Dre )
9. Destroy You (Feat. Twista & Bone Thugs-N-Harmony) (Prod. Cool & Dre )
10. Never Be Nothing Like Me (Feat. Lil' Scrappy & Homeboy) (Prod. Mr. Collipark )
11. Candy Paint (Feat. Slim Thug, Chamillionaire & Trina) (Prod. Cool & Dre )
12. MIA (Feat. Lil' Wayne) (Prod. Develop )
13. Where You At (Feat. Freeway & The Clipse) (Prod. DJ Khaled )
14. Still Fly (Feat. Birdman & Chop) (Prod. T-MIX )
15. Dip Slide Ride Out (Feat. T.I., Big Kuntry & Young Dro) (Prod. Nick Fury, Keith Mack )
16. Movement (Feat. Dre) (Prod. Cool & Dre )
17. The Future Of Dade County (Feat. Brisco, Dirt E Red, Lunch Money, Co, Hennessy & P.M.) (Prod. Jack Venom (Sergio Veneno)